# Henry Nicolas François de Mauléon
Henry Nicolas François de Mauléon est un homme politique français né le 9 novembre 1780 à Gimont (Gers) et mort à une date inconnue.

## Biographie
Lieutenant de cavalerie en retraite, propriétaire, maire de Gimont, il est député du Gers de 1827 à 1830, siégeant au centre.

## Sources
- « Henry Nicolas François de Mauléon », dans Adolphe Robert et Gaston Cougny, Dictionnaire des parlementaires français, Edgar Bourloton, 1889-1891 [détail de l’édition]